# 维尔纳·克劳斯

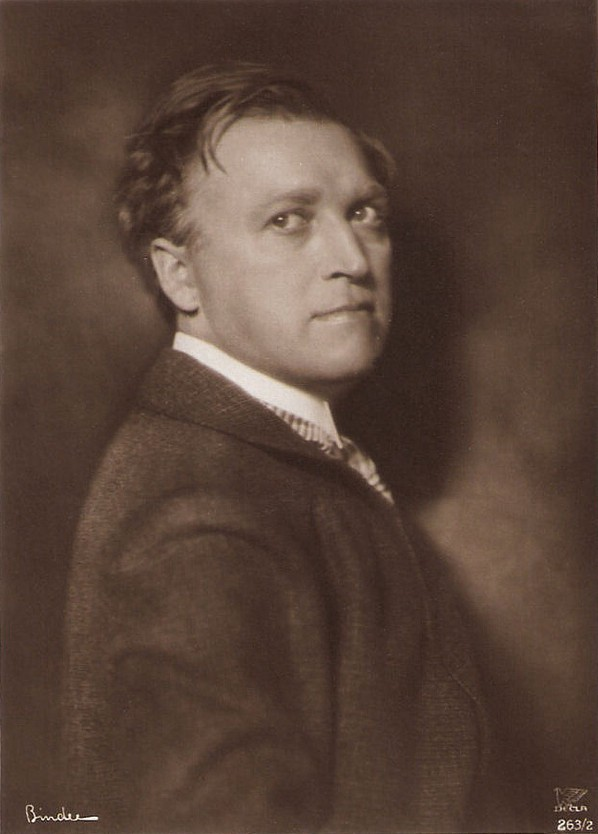
维尔纳·克劳斯

维尔纳·约翰内斯·克劳斯（德語：Werner Johannes Krauß，1884年6月23日—1959年10月20日）是一位德国戏剧和电影演员。他是个反犹主义者，支持纳粹党及其意识形态，而且与纳粹政权合作并出演反犹政治宣传电影《犹太人苏斯》。1944年，克劳斯被列入纳粹的神赐天赋名单，他也因此免于在德意志國防軍中服役。
二戰战后，克劳斯被奥地利政府驱逐出境。德国方面也禁止克劳斯再出演戏剧和电影。他出演的电影都成了禁片，他本人在1947-48年间被勒令接受去纳粹化教育。1950年，克劳斯在雷克灵豪森的鲁尔戏剧节（Ruhrfestspiele）上重新登台表演。但当他于12月來到柏林，在选选帝侯路堤剧院随城堡剧院剧团表演时则遭到了抗议。
1951年，克劳斯再度获得德国国籍。最终，他恢复了名誉，甚至受邀参加德国的各个电影节。1954年，克劳斯获得伊夫兰戒指，他并非戒指前任持有者阿尔贝特·巴塞曼指定的继承人，授予决定是由一个德语演员组成的委员会做出的。同年，克劳斯获颁德意志联邦共和国功绩勋章；次年，他又获颁了奥地利的国家最高荣誉“为奥地利共和国服务荣誉勋章”。